# Nathan Goodell
Nathan Goodell (8 août 1798 à Pomfret - 2 juin 1883), fut le maire de Green Bay en 1859 et en 1864. Il épousa, Hannah Mosely, le 25 mars 1825, de leur union naquit Harriet Ann et Mary. Il est mort, le 2 juin 1883, vraisemblablement d'une pneumonie.